# Kimihurura
Kimihurura est l'un des 15 secteurs du district de Gasabo, dans la capitale du Rwanda, Kigali.

## Géographie
Kimihurura couvre une superficie de 5,1km 2 et se trouve à une altitude d'environ 1480 mètres,. Le secteur est divisé en trois cellules : Kamukina, Kimihurura et Rugando. Les secteurs voisins sont Kacyiru au nord, Remera à l'est, Kicukiro au sud-est, Gikondo au sud-ouest et Muhima à l'ouest,.

## Démographie
Selon le recensement de 2022, la population était de 16 425 habitants. Dix ans plus tôt, elle était de 21 672, ce qui correspond à une diminution annuelle de la population de 2,7 % entre 2012 et 2022 ,.

## Lieux d'intérêt
Dans le secteur, le Centre de congrès de Kigali est situé à Rugando. La construction du centre de congrès, qui a ouvert en juillet 2016, a commencé en 2009 et a coûté environ 300 millions de dollars. Le Monument anti-corruption, une sculpture de 12 mètres de haut en forme de main humaine de l'artiste irakien Ahmed Al-Bahrani, se trouve sur le parking devant le centre de congrès depuis décembre 2019. À l'ouest du site du congrès se trouvent des centres commerciaux et le parc du centenaire de Kigali, et à quelques centaines de mètres au nord-est à Kamukina se trouvent la Chambre des députés du Rwanda et le musée de la Campagne contre le génocide.
Le secteur abrite également plusieurs ministères du Rwanda, notamment le ministère de la Défense et le ministère de la Coopération internationale, le ministère des Infrastructures et le ministère de la Justice.